# Haematopota crassicornis
Espèce
Haematopota crassicornis est une espèce de taons (diptères brachycères de la famille des tabanidés).

## Description
Il mesure de 8 à 11 mm de long.

## Répartition
Cette espèce est rencontrée en Europe et au Maroc.